# Почта (мультфильм, 1964)
«Почта» — советский рисованный мультипликационный фильм 1964 года Михаила и Веры Цехановских. Широкоэкранный ремейк одноимённого мультфильма 1929 года. Мультфильм посвящён памяти Самуила Яковлевича Маршака, умершего в год выхода новой «Почты».

## Сюжет
По мотивам одноимённого стихотворения С. Я. Маршака о том, как письмо для Бориса Житкова почтальоны везут вслед за ним в Берлин, затем в Лондон, затем в Бразилию, затем обратно в Ленинград.

## Роли озвучивали
- Эраст Гарин — Борис Житков
- Мария Виноградова — читает текст
- Клара Румянова — читает текст
- М. Щукин — швейцар / почтальон

## Создатели
- Авторы сценария: Самуил Маршак, Михаил Цехановский, Вера Цехановская
- Режиссёры-постановщики: Михаил Цехановский и Вера Цехановская
- Художники-постановщики: Михаил Цехановский, Борис Корнеев
- Композитор: Владимир Дешевов
- Оператор: Елена Петрова
- Звукооператор: Борис Фильчиков
- Монтажёр: Валентина Турубинер
- Художники-мультипликаторы: Елена Хлудова, Татьяна Таранович, Валентин Кушнерёв, Виктор Шевков, Владимир Балашов, Иван Давыдов, В. Максимович, Н. Австрийская
- Музыкальный консультант и дирижёр: Виктор Смирнов
- Создатели приведены по титрам мультфильма.

## О мультфильме
В 1964 году Цехановский снова обратился к «Почте». Он поставил новый мультипликационный фильм, цветной и широкоэкранный. […]

Цехановский не гальванизировал старую «Почту». Он заново подошел к её теме, к её сюжету. Он обобщил в новой «Почте» опыт вариантов иллюстраций к книге Маршака и многих лет работы в кино. «Почта» — новый фильм, вполне современный по форме и содержанию. Но режиссёр не захотел рвать связи с первой «Почтой». Новая «Почта» стала как бы памятником первому фильму, времени и людям, причастным к её созданию. […]

Графический почерк новой «Почты» не повторяет полностью старый фильм, скорее развивает его. […]

В новой «Почте» Цехановский заменил плоские марионетки обычной мультипликационной техникой. Но своеобразие движений — схематичность, острота и характерность — осталось. Как в первом фильме, движения строго подчинены музыке и чеканному ритму стихов Маршака. […]
— Кузнецова В., Кузнецов Э.: «Цехановский», Л. 1973